# Cartola 70 Anos
Cartola 70 Anos é o quarto e último álbum de estúdio do sambista carioca Cartola, lançado em 1979.

## Álbum
A gravadora RCA lançou no final da década de 1970 o LP "Cartola 70 Anos". Produzido por Sérgio Cabral, o disco trouxe os sambas "Feriado na roça", "Fim de estrada", "Enquanto Deus consentir", "Dê-me graças, senhora", "Evite meu amor", "Bem feito" e "Ao amanhecer". Além destes, de autoria única de Cartola, estão presentes "O inverno do meu tempo" e "A cor da esperança" (ambos parcerias com Roberto Nascimento), "Ciência e arte" e "Silêncio de um cipreste" (ambos parcerias com Carlos Cachaça), "Senões" (parceria com Nuno Veloso) e "Mesma estória" (parceria com Elton Medeiros).

## Faixas

### Disco
1. O inverno do meu tempo 2:40 (Cartola - Roberto Nascimento)
2. A cor da esperança 2:05 (Cartola - Roberto Nascimento)
3. Feriado na roça 2:34 (Cartola)
4. Ciência e arte 3:04 (Cartola - Carlos Cachaça)
5. Senões 2:30 (Cartola - Nuno Veloso)
6. Mesma estória 2:46 (Cartola - Elton Medeiros)

Lado B
1. Fim de estrada 2:16 (Cartola)
2. Enquanto Deus consentir 3:36 (Cartola)
3. Dê-me graças, senhora 3:14 (Cartola - Cláudio Jorge)
4. Evite meu amor 1:54 (Cartola)
5. Silêncio de um cipreste 2:45 (Cartola - Carlos Cachaça)
6. Bem feito 2:27 (Cartola)